# 金塗
金塗（1932年10月5日—2001年5月30日），本名張金塗，台灣資深男演員，因擅於喜劇演出，為台灣電影界甘草人物之一。

## 生平
金塗自小生長在台北，家中經營餅店為生，住家對面是唱片行，因此耳濡目染之下對音樂燃起興趣。金塗就學於台北市太平國民學校（今臺北市大同區太平國民小學），因台灣受到空襲，全家為躲避戰事，小學五年級之後便遷往石牌定居，由於教育是受日本皇民化運動影響，因此在日本投降後，台灣被國民政府接收，自此教育漢化，金塗在語言上得重新學習華語和華語文，故萌起輟學念頭；加上戰後初期是百廢待舉，台灣仰賴著海外物質援助，這時期也使得金塗對學業上壓力與經濟的負擔減輕許多，因此便利用這機會尋求表演及歌唱的舞台發展。
金塗遇到張邱東雄邀請加入反共抗俄宣傳樂隊，在台灣各地進行表演；之後金塗被作曲家楊三郎挖角加入黑貓歌舞團，自此讓金塗學到演藝業界許多會用到的表演功夫。退伍後，金塗先進入第一劇場，再等待機會回到黑貓歌舞團。洪天送曾在黑貓歌舞團認識金塗，基於同行舊識的情感，主動找上金塗邀約去嘉義一家廣播電台做電話點唱的服務；之後又在黑貓歌舞團團員李讚聲的介紹下，金塗進入中華廣播電台從事笑劇演出。
金塗於1960年出道，首部的喜劇電影《大嬸婆遊台北》演出，自此演出的路線就定位在喜劇丑角。後來，金塗被導演林福地發掘，邀他參演悲情路線的角色，在1964年的《悲情城市》演出後獲得很好評價，便開始走向悲情路線演出，如《黃昏故鄉》這類的悲情電影。
由於金塗演出全是台語電影，多年下來累積許多演出作品，如《琉球之戀》、《阿西正傳》、《三八阿花嫁阿西》等，其中更以《安童哥》演出走紅。此外，金塗也演出《新桃太郎》、《新七龍珠》、《嫁妝一牛車》等多部台灣電影，其中更以《殭屍小子》演出走紅到海外的日本，為此遠赴日本宣傳。
自從台灣電影的發展開始走向沒落，金塗轉向電視劇演出，如《阿扁與阿珍》、《富貴在天》、《春風》等，而其中《阿扁與阿珍》為金塗最後一部演出作品。
金塗在20餘年前就已察覺自己有肝功能問題（另一說是肝炎），由於為了配合拍戲演出，使得生活作息經常不固定，熬夜加上喝酒，逐年下來影響肝功能運作。2001年3月間，金塗前往馬偕醫院檢查，金塗發現自己罹患肝硬化以及腫瘤。2001年5月30日（另一說是5月31日），金塗因不敵肝癌導致心臟衰竭而辭世，病逝於馬偕醫院，享壽68歲。

## 演出作品

### 電影
| | | |
| 1962年： - 《你添丁我發財》 1963年： - 《大嬸婆遊台北》 - 《為子我再嫁》 - 《小妹妹流浪記》 - 《女人同情女人》 - 《三叔公》 - 《未卜先知》 - 《最喜歡的一日》 - 《三姊妹》 1964年： - 《戀愛風》 - 《桃花泣血記》 - 《不平凡的愛》 - 《美滿的夫妻》 - 《可憐的戀花》 - 《可憐戀花再會吧》 - 《天生自然》 - 《悲情城市》 - 《特務女間諜王》 - 《天公疼好人》 - 《老古錐》 - 《車馬炮》 - 《望君回頭》 - 《媽媽十一歲》 1965年： - 《黃昏故鄉》 - 《鐵樹開花》 - 《十八姑娘一枝花》 - 《心愛彼個人》 - 《黃昏城》 - 《當天弄破鍋仔蓋》 - 《浪人與女學生》 - 《做鬼也風流》 - 《靈肉之道》 - 《爬山虎》 - 《心心相印》 - 《故鄉的人》 - 《難忘的愛人》 - 《歡喜做新娘》 - 《後街人生》 - 《英雄難過美人關》 - 《地獄新娘》（The Bride Who Has Returned from Hell），導演：辛奇，演員：金玫、柯俊雄、歐威、柳青、戴佩珊、小惠、郭夜人、丁香 - 《泰山與寶藏》 - 《難忘的車站》 | 1966年： - 《夢中的媽媽》 - 《王爺馬錢》 - 《惜別信號燈》 - 《多子餓死爸》 - 《七歲逃犯》 - 《黑美人》 - 《飯桶掛車輪》 - 《飛車龍虎鬥》 - 《地獄遊俠》 - 《南海怪鏢客》 - 《鬍鬚哥》 - 《諜報七金剛》 - 《諜王女金剛》 - 《女○○七》 1967年： - 《三八新娘憨子婿》 - 《傻瓜大鏢客》 - 《為君心悲傷》 - 《賭命三醉客》 - 《南北歌王》 - 《賊仔狀元才》 - 《流浪找愛人》 - 《阿西正傳》 - 《三聲無奈》 - 《七星鏢》 - 《駛牛車》 - 《七仔魁》 - 《分期付款》 - 《暗淡的月》 - 《尪親某親》 - 《歡喜甘願》 - 《女社長的秘密》 1968年： - 《嘴笑目笑》 - 《一聲叫君二聲苦》 - 《包你笑》 - 《三八阿花嫁阿西》 - 《藝妲女》 - 《三鳳震武林》 - 《雨傘開花》 - 《夕陽西下》 - 《火女之戀》 - 《大醋桶》 - 《杜財種花》 | 1968年（續）： - 《台灣錢淹腳目》 - 《阿西狀元材》 - 《猴咬猴》 - 《勿為女人迷》 - 《永遠愛著妳》 - 《笑頭笑面》 - 《阿花拋繡球》 1969年： - 《為著誰》 - 《阿花生貴子》 - 《燒肉粽》 - 《丈夫要出嫁》 - 《東南西北 (電影)》 - 《危險的青春》 - 《無三不成禮》 - 《酒醉誤江山》 - 《鑼聲若響》 - 《阿塗伯》 1971年： - 《劉三二齒遊寶島》 1981年： - 《媽媽十一歲》 - 《望子成龍》 1984年： - 《嫁妝一牛車》 1985年： - 《殭屍小子》 1986年： - 《Funny Family-頑皮家族-》 1987年： - 《新桃太郎》 - 《哈囉僵屍》 1988年： - 《新阿里巴巴》 - 《校樹青青》 - 《幽幻道士》 - 《孩子王》 1989年： - 《立體奇兵》 1990年： - 《少爺當大兵》 1991年： - 《新七龍珠》 - 《黃袍加身》 1992年： - 《靈幻少女》 |

### 電視劇
- 華視《愛你入骨》飾方家財
- 華視1991年《五路福星》飾團主
- 華視1991年《忠義八犬傳》飾太乙真人
- 華視1991年《草地狀元》飾王秋山
- 華視《順天聖母》飾王員外
- 華視《追妻三人行》飾 林兩山
- 華視《追妻三人行大運》飾 林兩山
- 華視1993年《大地勇士》飾楊父
- 華視1994年 《天下父母心》飾祖父
- 華視《驚奇劇場－夜半鬼上床》飾 林文良父
- 華視《蚱蜢與公雞》飾 陳長壽
- 中視《三八親母憨親家》飾 陳水雷
- 中視《今夜作夢也會笑》旁白
- 中視《金色夜叉》飾 林老松
- 中視《大姐當家》飾 葉火旺
- 中視《天公疼好人》飾 龍阿順（龍父）
- 中視《台獨份子》
- 中視《人面桃花》飾 盧杞
- 民視《再叫一聲爸爸》飾阿喜叔
- 1998年 民視 台灣作家劇場 - 金水嬸 飾 三叔公
- 三立《阿扁與阿珍》
- 民視《富貴在天》飾 王水泉
- 台視《古井情深》飾 古井伯
- 台視《石磨心》飾 村長
- 台視《春風》
- 台視《布袋和尚－吉人天相》飾 石百萬
- 台視《福德正神土地公－行樂圖》飾 劉員外

### 廣告
- 正光加味金絲膏

## 獎項
- 1965年，第二屆台語片影展，「寶島獎之十大男明星」
- 1988年，第25屆金馬獎，《校樹青青》入圍「最佳男配角」
- 1999年，第34屆金鐘獎，《天公疼好人》入圍「最佳男配角」

## 註解
1. ↑  《三重影歌星史》記載「民國九十二年五月三十日」[1]，與當時新聞報導2001年5月30日有很大出入[2]，落差2年時間，故可能《三重影歌星史》記載時間有誤。

## 外部連結
- 金塗在互联网电影资料库（IMDb）上的資料（英文）（英文）
- 在AllMovie上金塗的頁面（英文）
- 金塗在香港影庫上的簡介
- 金塗在时光网上的簡介（简体中文）